# Historia Turcji
Artykuł prezentuje historię państwa Tureckiego na przestrzeni wieków.

## Terytorium dzisiejszej Turcji w czasach starożytnych

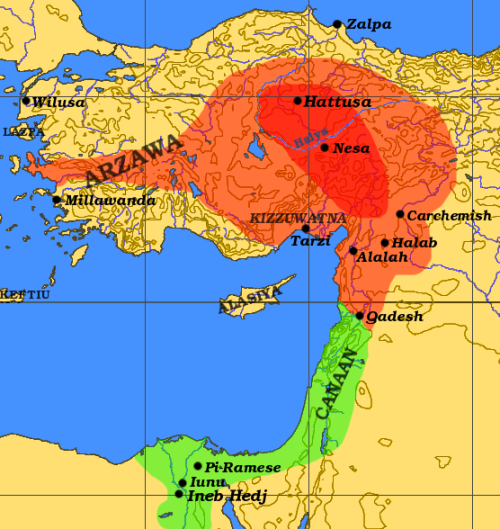
Imperium hetyckie (kolor czerwony) w szczytowym okresie potęgi, około 1290 r. p.n.e., sięgające do Egiptu (kolor zielony)

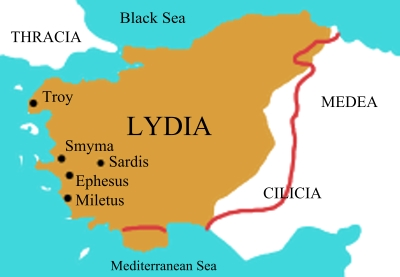
Lidia u szczytu swej potęgi

Terytorium obecnej Turcji przed rokiem 2000 p.n.e. zamieszkiwały osiadłe plemiona, których członkowie trudnili się uprawą roli oraz pasterstwem. Plemiona te posiadały umiejętność wytapiania i obróbki metali. Około roku 1800 p.n.e. obszar ten opanowali Hetyci, przybysze ze wschodniej Europy, którzy założyli tu własne państwo ze stolicą w Hattusas. Hetyci przejęli i udoskonalili umiejętności miejscowych ludzi, zwłaszcza uprawę roli i obróbkę metali. Ich państwo zaczęło się rozrastać, sięgając swoimi granicami od Morza Egejskiego do Eufratu, granicząc między innymi z Egiptem. Państwo to upadło około XII wieku p.n.e. m.in. wskutek najazdów Ludów Morskich. Na jego gruzach pojawili się Frygowie, którzy założyli własne państwo ze stolicą w Gordion. Równocześnie na wybrzeżach pojawili się osadnicy greccy, którzy zakładali tam swoje kolonie. W VII wieku p.n.e., po upadku państwa Frygów, obszar ten opanowali Lidyjczycy, zakładając potężne państwo ze stolicą w Sardes, które jednak w 546 roku p.n.e. zostało podbite przez Persję. W 334 roku p.n.e. terytorium dzisiejszej Turcji weszło w skład imperium Aleksandra Macedońskiego, a po rozpadzie tego imperium na jego terytorium powstał szereg państw sukcesyjnych: na zachodzie Pergamon i Rodos, na północy Pont i Bitynia, na północnym wschodzie Armenia i Partia, południowo-wschodnia część weszła w skład państwa Seleucydów z centrum w Mezopotamii. W II w. p.n.e. terytorium to weszło w skład imperium rzymskiego, a po jego podziale – bizantyjskiego.

## Plemiona tureckie i pierwsze organizmy państwowe
Najdawniejszymi siedzibami ludów tureckich były stepowo-górskie obszary wewnętrznej Azji. Brak źródeł pisanych tych ludów z tego okresu utrudnia dokładniejsze zlokalizowanie ich siedzib. Badacze nie są zgodni i wśród proponowanych lokalizacji występują góry Ałtaju, Mongolia południowa a także Azja Środkowa. Wymieniane w źródłach chińskich z II tysiąclecia p.n.e ludy koczownicze zamieszkałe w okolicy jeziora Bajkał przypuszczalnie były przodkami ludów tureckich. Przodkowie późniejszych Jakutów i Czuwaszów oddzieliły się od pozostałych plemion tureckich.
Około III wieku p.n.e. ludy koczownicze północy rozpoczęły migracje i podboje, a Chińczycy przeciwko tym najazdom rozpoczęli budowę Wielkiego Muru Chińskiego (od 214 roku p.n.e.). Źródła chińskie nadają tym plemionom nazwę Hiung-nu (Xiongnu) a historycy identyfikują je z Hunami. Przypuszczalnie w skład tych plemion wchodziły również plemiona tureckie.

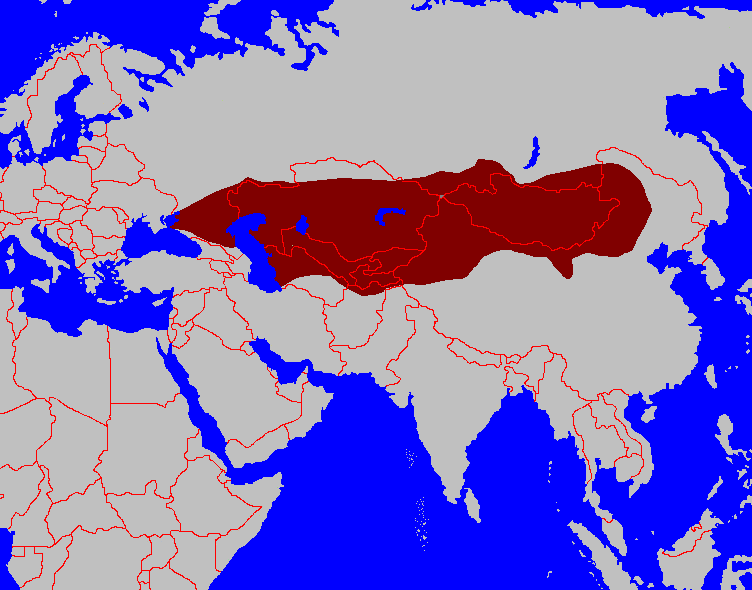
Kaganat Staroturecki

Od IV w. n.e. rozpoczęły się wędrówki w kierunku zachodnim.
Bumyn w połowie VI w. n.e. założył na Ałtaju pierwsze państwo tureckie – tak zwany kaganat staroturecki. Sięgało ono od Mongolii do Morza Czarnego i utrzymywało bliskie stosunki z Chinami. W 582 roku państwo orchońskie podzieliło się na dwie części: zachodnią i wschodnią. Oba państwa upadły w połowie VII w., dostając się pod panowanie Chin.
W latach 679–682 Elterisz wyswobodził się spod panowania chińskiego i założył drugie państwo Turków orchońskich. Turków tych nazywamy również Praturkami, Turkami niebieskimi. Od okolicznych ludów przejęli oni manicheizm, a od chrześcijan syryjskich pismo, zwane odtąd ujgurskim. Wyparło ono dotychczas używane pismo starotureckie (runiczne).
Zachodni człon byłego państwa tureckiego uległ rozbiciu przez napierające plemiona Karłuków. Założyli oni około 960 roku państwo Karachanidów, które w latach 999–1003 podbiło znajdującą się pad panowaniem dynastii Samanidów część Azji Środkowej. W państwie tym zaczął rozprzestrzeniać się islam. Oguzowie zostali zmuszeni do wędrówki na zachód w kierunku Jeziora Aralskiego i Morza Kaspijskiego. Państwo Karachanidów rozbite zostało przez państwo mongolskie Czyngis Chana w XIII wieku, które wchłonęło wszystkie istniejące organizmy w Azji Środkowej.
W drugiej połowie XI w. na terenie dzisiejszej Turcji pojawili się Seldżucy i częściowo opanowali ten obszar. Seldżucy byli pierwszym ludem tureckim w tej części świata.

## Państwo Wielkich Seldżuków

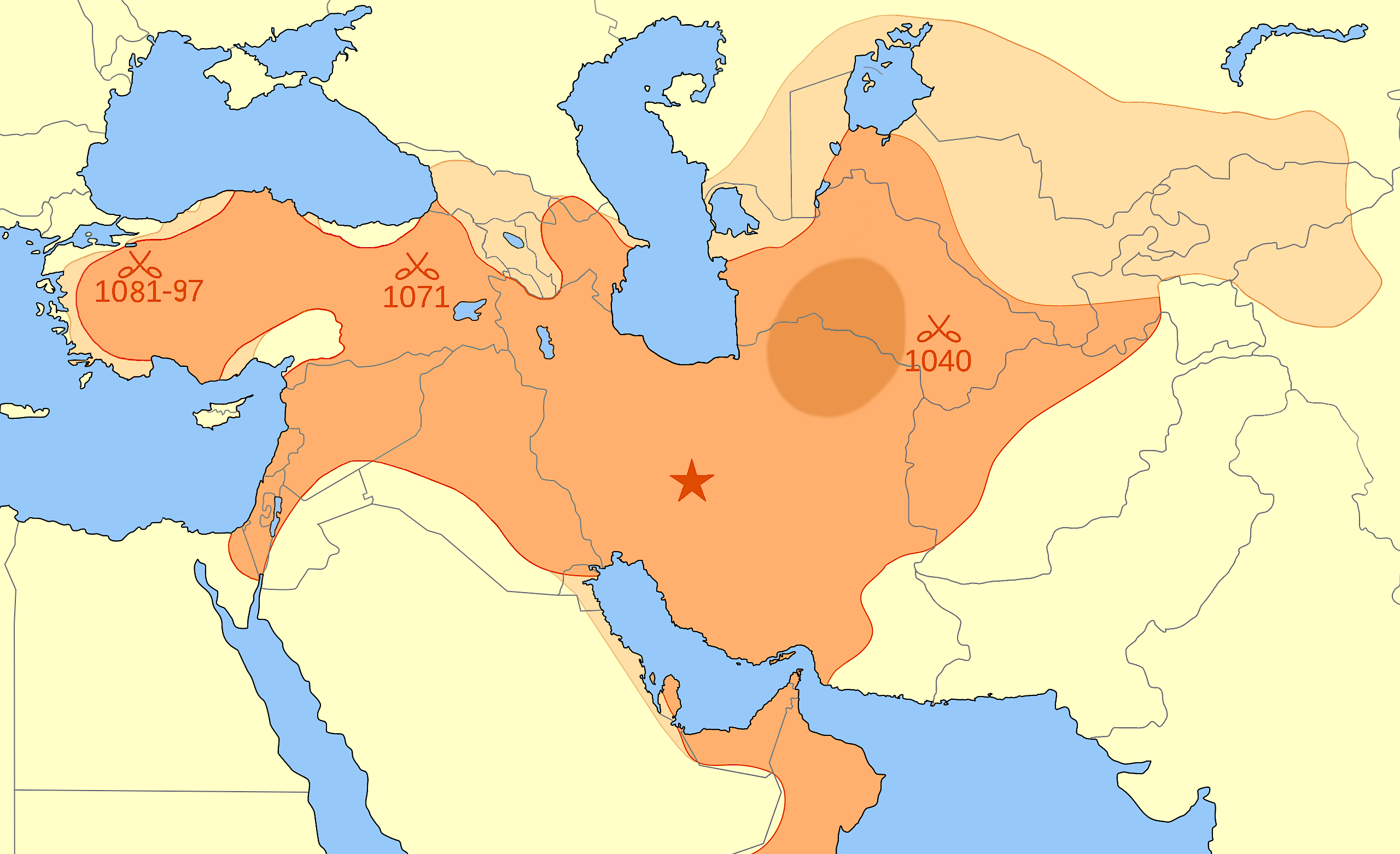
Największy zasięg terytorialny Państwa Wielkich Seldżuków, 1092

Seldżucy byli Oguzami, koczownikami ze szczepu Kynyk. Nazwa pochodzi od Seldżuka, syna Tokaka, który zjednoczył pod swą władzą wiele rodów. Od początku XI w. Seldżucy byli sunnitami. Podlegali początkowo państwu Ghaznawidów w Azji Środkowej ze stolicą w Ghaznie (dziś Ghazni). Podwaliny pod potęgę Seldżuków położył Tughril Beg, który podbił Persję i założył stolicę w Isfahanie. Wezwany przez kalifa, odbył w 1055 roku wjazd do Bagdadu i stał się władcą Iraku, uznany przez najwyższego zwierzchnika religijnego islamu za opiekuna kalifatu, obdarzony godnością sułtana i tytułem króla wschodu i zachodu. Następca Tughril Bega, Alp Arslan, prowadził dalsze podboje w kierunku zachodnim, gdzie po raz pierwszy Seldżucy zetknęli się z państwem bizantyńskim. W roku 1071 koło Manzikertu (Malzigirt) doszło do bitwy, w której cesarz bizantyński został wzięty do niewoli, a Seldżukidzi zdobyli Anatolię. Z Persji, Iraku, części Anatolii oraz Syrii utworzone zostało państwo Wielkich Seldżuków z ośrodkiem w Persji. Wewnątrz tego organizmu państwowego istniały silne tarcia, powstawały samodzielne dynastie seldżuckie w poszczególnych częściach państwa: Irak, Kerman, Syria. Przetrwało ono do śmierci sułtana Sandżara w 1157 i rozpadło się na wiele organizmów, z których jeden – państwo Seldżuków anatolijskich – odegrał w przyszłości dużą rolę.

## Państwo Seldżuków Anatolijskich

Zasięg państwa Seldżuków Anatolijskich w 1190 roku

Po bitwie pod Manzikert na teren Anatolii zaczęli przenikać tureccy koczownicy, głównie Oguzowie. W tamtym czasie w Anatolii istniały posiadłości bizantyńskie, armeńskie i inne. Wiele szczepów tureckich oddało się pod rozkazy bizantyjskim dowódcom wojskowym, otrzymując w zamian pewne nadania terytorialne. Pierwsza wyprawa krzyżowa wstrzymała na pewien czas rozwój państwa seldżuckiego. Mesud I założył stolicę w Konyi i przybrał tytuł sułtana rumijskiego, uważając się za spadkobiercę państwa bizantyńskiego (rumi = bizantyńczyk).
Pomyślnie rozwijał się handel, głównie z Włochami. Władcy rozwinęli swoją administrację w oparciu o zastane formy bizantyńskie: przy boku wezyrów, na prowincji gubernatorów, dowódców wojskowych, poborców podatkowych. Tworzył wówczas jeden z najwybitniejszych poetów i mistyków: Calaleddin Rumi – Mevlana (1207-1273). Językiem urzędowym był arabski oraz perski, ale pewną rolę odgrywał również turecki pisany alfabetem arabskim. Z tego okresu pochodzą dwa bractwa religijne – mevlevi (założone przez Calaleddina Rumiego) oraz bektaşi.
Wewnątrz państwa trwały spory i walki o władzę. W 1241 roku wybuchło powstanie Baba Ishaka, ale upadek państwa nastąpił pod wpływem ataków mongolskich – w bitwie pod Köse Daġ Seldżucy ponieśli klęskę. Kraj został podzielony na dwie części, wyodrębniło się Księstwo Karaman. Nominalnie sułtan konijski był jeszcze zwierzchnikiem innych emiratów tureckich, ale o władzy ograniczonej, aż w 1302 roku sułtanat konijski przestał istnieć. Rozpad państwa seldżuckiego pozwolił innym małym państwom na umocnienie się między innymi państwu Turków osmańskich.

## Imperium osmańskie

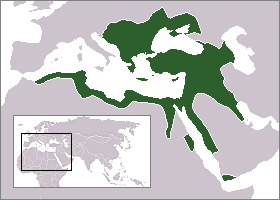
Imperium Osmańskie

Selim I Groźny podbił Armenię, zachodni Kurdystan i północną Mezopotamię, a w latach 1516–1517 rozciągnął swą władzę nad Syrią, Libanem, Palestyną i Egiptem. Szczyt potęgi Turcji nastąpił za Sulejmana Wspaniałego, który na przeł. XV i XVI w. zakończył podbój południowo-wschodniej Europy (m.in. 1521 zdobycie Belgradu, 1541 – Budy, podporządkowanie Siedmiogrodu), ponadto opanował Bagdad i Jemen; potężna flota turecka narzuciła zwierzchnictwo Algierowi, Tunisowi i Trypolitanii. Sulejman Wspaniały rozbudował administrację centralną i prowincjonalną oraz związany z tym system lennych posiadłości wojsk (timar), a także system podatkowy, popierał handel i rzemiosło, przyczynił się do rozwoju kultury i sztuki. Po jego śmierci zaczęły się pierwsze oznaki upadku Turcji (m.in. klęska pod Lepanto 1571). Zwycięstwo Jana III Sobieskiego nad oblegającą Wiedeń armią turecką 1683 zapoczątkowało serię klęsk Turcji. W 1699 (na mocy pokoju w Karłowicach) Polska odzyskała część Ukrainy Prawobrzeżnej i Podole (zajęte przez Turcję 1672), Habsburgowie otrzymali prawie całe Węgry, Wenecja – Moreę (Peloponez), Wyspy Egejskie i niektóre twierdze dalmatyńskie, Rosja – Azow i Zaporoże, a 1774 – Krym (traktat w Küczük Kajnardży). Nasiliła się walka wyzwoleńcza podbitych narodów, wybuchały powstania chłopskie i separatystyczne bunty feudałów tureckich. Proces rozkładu państwa osmańskiego był tak znaczny, że mocarstwa europejskie włączyły do swej polityki zagranicznej tzw. sprawę wschodnią jako problem całkowitego rozbioru posiadłości tureckich.
Realizacji reform, mających na celu przezwyciężenie rozkładu aparatu państwowego i przywrócenie sprawności wojska, przeszkodziło wtargnięcie Napoleona I do Egiptu (1798), a następnie powstania serbskie 1804 i 1815, jeszcze bardziej osłabiła Turcję wojna z Rosją 1806–1812 (bukareszteńskie traktaty pokojowe). W latach 1821–1830, po długotrwałych walkach, o charakterze wojny narodowowyzwoleńczej, religijnej, totalnej i ludobójczej z obu stron imperium utraciło pierwszą część ziem, obecnie stanowiących Grecję. Reformy usiłował kontynuować Mahmud II (m.in. zlikwidowanie korpusu janczarów), przygotowały one grunt dla tzw. tanzimatu, najpoważniejszej próby zahamowania upadku Turcji za pomocą reform. W wojnie krymskiej (1853–1856) z Rosją, zakończonej traktatem paryskim 1856, poparcie Turcji przez Wielką Brytanię, Francję i Sardynię zmuszało ją do kontynuowania reform.

### Po wojnie krymskiej
W latach 60. XIX w. rozwijał się ruch młodoosmanów, zwolenników ustroju konstytucyjnego. W 1876 został obalony sułtan Abdülaziz. Nowy władca Abdülhamid II nadał Turcji konstytucję, wkrótce jednak rozwiązał parlament i zastosował represje wobec młodoosmanów. W 1878 r., na mocy postanowień kongresu berlińskiego, Turcja musiała przyznać pełną niezależność Serbii, Czarnogórze i Rumunii oraz faktyczną niepodległość północnej Bułgarii. Austro-Węgry otrzymały pod zarząd Bośnię i Hercegowinę, Rosja uzyskała część Armenii. W 1881 Francja zdobyła Tunis, 1882 Wielka Brytania – Egipt. W czasie rewolucji młodotureckiej 1908 sułtan Abdülhamid II został zdetronizowany, młodoturcy nie potrafili jednak zaspokoić oczekiwań wszystkich odłamów społeczeństwa, a idea zjednania nietureckich narodowości za pomocą egalitarnej ideologii panosmanizmu nie dała rezultatów. Dążenia separatystyczne Ormian zakończyły się krwawymi pogromami za czasów Abdülhamida II w 1895–1896 (masakry hamidiańskie) i 1909 (masakra w Adanie).

### Wojny bałkańskie i I wojna światowa
W 1908 Austro-Węgry dokonały aneksji Bośni i Hercegowiny. W latach 1911–1912 Włochy zajęły Cyrenajkę i Trypolitanię (tworząc Libię Włoską. W 1912–1913 w wojnach bałkańskich Turcja utraciła resztę posiadłości na Bałkanach (oprócz wschodniej Tracji). W 1912 partia liberałów obaliła rząd młodoturków, którzy po przewrocie 1913 ponownie doszli do władzy. W czasie rządów młodotureckiego triumwiratu Envera Paşy, Cemala Paşy i Talâta Paşy (1913–1918) w Turcji wzrosły wpływy Niemiec, a doktryna panturkizmu stała się podstawą wspólnej, antyrosyjskiej i antybrytyjskiej platformy politycznej Turcji i Niemiec. W I wojnie światowej Turcja brała udział po stronie państw centralnych. Wojnę z Rosją triumwirat wykorzystał do eksterminacji ludności ormiańskiej i asyryjskiej oraz pontyjskiej (greckiej z Pontu) na terenach pogranicza – Armenii tureckiej (w latach 1915–1916 zginęło ok. 1,2–1,5 mln Ormian). 30 października 1918 między Turcją i aliantami został zawarty rozejm w Mudros (m.in. okupacja cieśnin tureckich oraz innych rejonów ważnych strategicznie). Gdy w maju 1919 wojska greckie, działając z mandatu Ententy, okupowały okręg İzmiru, wybuchła wojna grecko-turecka, w czasie której armia grecka prowadziła ofensywę w Anatolii na Ankarę. W 1920 został podpisany traktat w Sèvres ograniczający faktycznie terytorium państwa tureckiego do Anatolii i poddający Stambuł i wybrzeże tureckie kontroli brytyjskiej, francuskiej, włoskiej i greckiej. Traktat, zawarty przez przedstawicieli rządu sułtańskiego nie został uznany przez Wielkie Zgromadzenie Narodowe Turcji i armię turecką pod przywództwem Mustafy Kemala.

## Wojna o suwerenność
W 1919 rozpoczęła się wojna o suwerenność Turcji pod dowództwem Mustafy Kemala Paşy (Kemal Atatürk). Jej centrum stała się Ankara. W kwietniu 1920 Wielkie Zgromadzenie Narodowe Turcji w Ankarze powołało rząd z Kemalem Paşą na czele, który sprawował władzę nad nieokupowanymi terenami Anatolii. Powstrzymał on napór wojsk greckich i nawiązał stosunki z Rosją Sowiecką (traktat przyjaźni, ustalenie północno-wschodnich granic Turcji). W 1921, wsparta przez sowieckie dostawy broni, armia turecka pod wodzą Kemala odniosła decydujące zwycięstwo nad wojskami greckimi. Dzięki zawieszeniu broni w Mudanya (1922) – Turcja odzyskała Trację Wschodnią i administrację strefy cieśnin. W 1923 na konferencji lozańskiej zostały zrewidowane postanowienia traktatu z Sèvres: uznano pełną suwerenność Turcji, zniesiono międzynarodową kontrolę cieśnin i ustalono ich demilitaryzację. Zadecydowano o wymianie ludności, według kryterium wyznania (nie języka). Około 1,5 mln Greków opuściło wtedy Turcję, zwłaszcza okolice Pontu i İzmiru, gdy z Bałkanów przybyło ok. 420 tys. Turków, trójstronną wymianą następnie obejmując także Bułgarię. W myśl ustaleń, ówczesne wysiedlenia nie przebiegały obligatoryjnie w Tracji, ani w okręgu Stambułu (dawniejszego Konstantynopola), opuszczonych przez chrześcijan dopiero po kolejnych, inspirowanych przez władze pogromach, w ciągu XX wieku.

## Republika turecka
1 listopada 1922 zniesiono sułtanat, a sułtan Mehmed VI opuścił kraj. 24 lipca 1923 traktat w Lozannie zrewidował postanowienia terytorialne traktatu z Sèvres i zminimalizował ograniczenia suwerenności Turcji. 29 października 1923 roku parlament proklamował Republikę Turcji. Kemal Atatürk został jej pierwszym prezydentem (urząd pełnił do śmierci w 1938). Przeprowadzono reformy mające na celu modernizację państwa – całkowite oddzielenie religii od państwa, zamknięcie szkół religijnych, rozwiązanie bractw religijnych i skonfiskowanie ich majątków, nowe kodeksy: prawa cywilnego – znoszącego m.in. poligamię, karnego i handlowego – oparte na wzorach zachodnich, przyznanie kobietom praw wyborczych, wprowadzenie alfabetu łacińskiego na miejsce arabskiego. Ustrój polityczny Turcji, mimo systemu parlamentarnego, był dyktaturą Kemala Paşy i utworzonej przez niego 1923 Republikańskiej Partii Ludowej. W 1937 parlament turecki zaakceptował 6 zasad polityki państwa (republikanizm, nacjonalizm, rewolucjonizm, etatyzm, ludowość, laicyzm). Po śmierci Kemala w 1938, prezydentem republiki został İsmet İnönü, długoletni premier.
W polityce zagranicznej do połowy lat trzydziestych Turcja usiłowała być na uboczu konfliktów międzynarodowych, zgodnie z zasadą Pokój w kraju, pokój na świecie. W 1932 przystąpiła do Ligi Narodów, w 1934 do regionalnego porozumienia Ententy Bałkańskiej. W 1936 z inicjatywy Turcji nastąpiła rewizja konwencji lozańskiej w sprawie cieśnin (m.in. zniesienie ich demilitaryzacji). Przywrócenie suwerenności Turcji nad cieśninami oraz ograniczenia w przepływaniu przez nie okrętów innych państw uregulowała konwencja z Montreux z 1936 roku, obowiązująca po dziś dzień. Odtąd głównym państwem zagrażającym Turcji ponownie stał się ZSRR jako następca Rosji, dążący do uzyskania kontroli nad wyjściem z Morza Czarnego.

### II wojna światowa i historia współczesna
Po wybuchu II wojny światowej Turcja zawarła 19 października 1939 roku układ o wzajemnej pomocy (sojusz wojskowy) z Wielką Brytanią i Francją, wiążący się z dostawami dla Turcji sprzętu wojskowego. Od końca 1939 roku rozważano przystąpienie Turcji do II wojny światowej po stronie aliantów i uderzenie w 1941 roku wraz z armią francuską przez Grecję i Bałkany. Nie doszło do konkretyzacji tych planów, natomiast stały się one nieaktualne wraz z upadkiem Francji w czerwcu 1940 roku. W zmienionej sytuacji geostrategicznej, po podbiciu Grecji przez Niemcy i przystąpieniu Bułgarii do państw Osi, Turcja zawarła 18 czerwca 1941 roku traktat o nieagresji z III Rzeszą, a wcześniej 25 marca taki traktat z ZSRR. Zachowując neutralność, prowadziła jednak politykę balansowania pomiędzy aliantami a państwami Osi. Do Niemiec eksportowano przede wszystkim chrom, potrzebny do produkcji wojennej. 3 grudnia 1941 roku Turcja została objęta amerykańskim programem pomocy Lend Lease. Wiosną 1943 roku ponownie prowadzono rozmowy o przystąpieniu Turcji do wojny po stronie aliantów w związku z planowanym przez Wielką Brytanię uderzeniem na Bałkany, lecz nie doszło do tego, a plany tego uderzenia zostały zarzucone. Turcja zdołała oprzeć się również naciskom radzieckim na przystąpienie do wojny w drugiej połowie roku, uznając że nie jest w jej interesie ponoszenie strat dla wsparcia Armii Czerwonej. W związku z oskarżaniem przez ZSRR o proniemieckość i zbliżaniem się Armii Czerwonej do granic Turcji, 2 sierpnia 1944 roku Turcja zerwała stosunki dyplomatyczne z Niemcami. Następnie 23 lutego 1945 roku Turcja wypowiedziała wojnę Niemcom i Japonii, dołączając do aliantów, aczkolwiek jej siły zbrojne nie wzięły już udziału w działaniach.
W 1945 nastąpił kryzys w stosunkach Turcji z  ZSRR. Mimo przystąpienia Turcji do wojny przeciwko III Rzeszy, 19 marca 1945 Moskwa wypowiedziała sowiecko-turecki układ o przyjaźni i neutralności, zawarty 17 grudnia 1925. ZSRR przedstawił Turcji żądania obejmujące: rewizję konwencji z Montreux w kierunku zwiększenia praw Moskwy i okupowanych przez nią od lata/jesieni 1944 Bułgarii i Rumunii, wprowadzenie baz sowieckiej floty wojennej do Bosforu i Dardaneli i rewizję granicy sowiecko-tureckiej poprzez cesję przez Turcję prowincji Kars, Ardahan i Artvin na rzecz sowieckiej Armenii. Turcja, uzyskując poparcie Wielkiej Brytanii odrzucała konsekwentnie żądania sowieckie. Kryzys sowiecko-turecki był, obok prowadzonej przez komunistów wojny domowej w Grecji przesłanką dla rewizji polityki europejskiej USA, wyrażonej w sformułowanej 12 marca 1947 doktrynie Trumana, obejmującej również pomoc USA dla Turcji. Turcja przy wsparciu Wielkiej Brytanii i USA skutecznie przeciwstawiła się roszczeniom sowieckim.
Od 1945 członek założyciel ONZ. Bezpośrednio po II wojnie światowej nastąpiła liberalizacja życia politycznego w Turcji (system wielopartyjny, 1946 powstanie Partii Demokratycznej i innych), uchwalenie ograniczonej reformy rolnej, wpływy USA (pomoc finansowa i militarna, bazy wojskowe). W 1952 Turcja przystąpiła do NATO, w 1955 współzałożyła Pakt Bagdadzki. W polityce wewnętrznej miało miejsce zwalczanie opozycji i stosowanie wobec niej represji. W kraju panowała trudna sytuacja gospodarcza. W 1960, pod hasłem przywrócenia zasad kemalizmu, doszło do wojskowego zamachu stanu – u władzy znalazł się Komitet Jedności Narodowej. Trybunał wojskowy skazał na karę śmierci premiera Adnana Menderesa i dwóch ministrów jego rządu. Po wyborach 1961 powstał rząd koalicyjny. W 1964 zwycięstwo w wyborach parlamentarnych odniosła Partia Sprawiedliwości. W 1971 – w warunkach ogólnego kryzysu – pod naciskiem armii rząd Partii Sprawiedliwości podał się do dymisji; utworzono rząd koalicyjny pod nadzorem armii. Podjęto próby uzdrowienia sytuacji politycznej i wyprowadzenia kraju z kryzysu gospodarczego. W 1973 zwycięstwo wyborcze odniosła Republikańska Partia Ludowa.
Od 1964 Turcja jest państwem stowarzyszonym z EWG. Od lat 50. trwa konflikt między Turcją a Cyprem. W lipcu 1974, po puczu nacjonalistów greckich, na wyspie nastąpił dość ograniczony terytorialnie desant tureckich oddziałów. Następnie – już po przywróceniu przez Greków władzy organów demokracji – nastąpiła kolejna, znacznie rozleglejsza operacja desantowa, w jej następstwie także okupacja północnej części Cypru, w tym większej części potencjału ekonomicznego wyspy. Wywołało to kryzys polityczny w stosunkach z Grecją, a także USA i NATO. W odpowiedzi na amerykańskie embargo na dostawy broni Turcja wystąpiła z organizacji wojskowej NATO i przejęła kontrolę nad amerykańskimi bazami wojskowymi na swym terytorium. Kryzys polityczny powodował częste zmiany rządu i pogłębianie trudności gospodarczych.
Lata 1975–1980 cechował brak stabilności politycznej i gospodarczej w Turcji. Nastąpiło nasilenie terroryzmu polityczno-religijnego (w 1979 wprowadzono stan wyjątkowy w kilkunastu prowincjach), powtarzały się kryzysy rządowe. Pod lat 70. w Turcji doszło do krwawych starć między radykalnymi ugrupowaniami politycznymi. Walki wywołały neofaszystowskie Szare Wilki, które starły się z ugrupowaniami radykalnej lewicy tj. Droga Rewolucyjna, Dev-Sol (Lewica Rewolucyjna), Komunistyczna Partia Turcji / Marksistowsko-Leninowska (jej zbrojne ramie Robotniczo-Chłopska Armia Wyzwolenia Turcji) i TIKKO (Armia Wyzwolenia Robotników i Chłopów Tureckich). W walkach zginęło co najmniej 5 tysięcy osób. W styczniu 1980 wydano memorandum armii w sprawie przeprowadzenia reform, usprawnienia działań organów rządowych i zaostrzenia walki z terroryzmem, a także podpisano 5-letnie porozumienie z USA dotyczące korzystania z baz na terytorium Turcji. We wrześniu 1980, po zamachu stanu, w wyniku którego został obalony rząd Süleymana Demirela, władzę w Turcji przejęła wojskowa Rada Bezpieczeństwa Narodowego z generałem Kenanem Evrenem pełniącym funkcję prezydenta i przewodniczącego Rady. Celem rządu wojskowego było zwalczenie terroryzmu i uzdrowienie gospodarki tureckiej. Władze wojskowe zawiesiły konstytucję i parlament, ogłosiły w listopadzie 1981 rozwiązanie wszystkich partii politycznych i zawieszenie działalności związków zawodowych. W 1983 na mocy ustawy z maja powstały nowe partie polityczne, a związki zawodowe wznowiły działalność (ustawa z maja 1983 określała tryb postępowania związków zawodowych).
W listopadzie 1983 w wyborach powszechnych zwyciężyła Partia Ojczyźniana (zdobyła 212 na 400 miejsc w parlamencie), jej przywódca, Turgut Özal, został premierem nowego, już cywilnego, rządu. W latach 1980–1983 powstał program gospodarczo-socjalny, zmierzający do zahamowania recesji ekonomicznej (Turcja otrzymała kredyty z Banku Światowego i Międzynarodowego Funduszu Walutowego). W 1987 Partia Ojczyźniana ponownie wygrała wybory i zwiększyła liczbę mandatów w parlamencie do 292. Uczestniczyła w rządach koalicyjnych do października 1991, gdy w kolejnych wyborach utraciła większość na rzecz Partii Słusznej Drogi Demirela. Na czele rządu koalicyjnego stanął Demirel, a w 1993 – Tansu Çiller (pierwsza kobieta-premier w Turcji). W latach 80. programy gospodarcze rządów w Turcji zmierzały do zahamowania recesji, po 1991 przyspieszono prywatyzację. Na przełomie lat 80. i 90. wzrosło napięcie w kraju w związku z nasileniem się ataków terrorystycznych ze strony fundamentalistów muzułmańskich, strajkami robotników przemysłu węglowego, stalowego i samochodowego, a w prowincjach południowo-wschodnich – nastąpiło nasilenie walk z ruchem kurdyjskim. W 1984 roku rozpoczęła się zbrojna rebelia kurdyjska na czele z Partią Pracujących Kurdystanu. Na czele kurdyjskiego ruchu niepodległościowego stanął Abdullah Öcalan.
W 1990 zostało rozszerzone porozumienie o obronie i współpracy gospodarczej z USA. Turcja zachowała neutralność w konflikcie między Irakiem a Iranem. Po rozpadzie ZSRR Turcja nawiązała stosunki z sześcioma krajami muzułmańskimi w Azji Środkowej. W 1996 w wyborach parlamentarnych największą liczbę głosów zdobyła muzułmańska, fundamentalistyczna Partia Dobrobytu, jej przewodniczący Necmettin Erbakan od czerwca 1996 był premierem. W latach 1999–2002 władzę sprawował ponownie Bülent Ecevit z Demokratycznej Partii Lewicowej. W 2002 po wygranych wyborach rząd sformowała umiarkowanie islamistyczna Partia Sprawiedliwości i Rozwoju premiera Abdullaha Güla.
15 lipca 2016 doszło w Turcji do próby zamachu stanu. W ciągu roku od tego wydarzenia pozbawiono stanowisk ponad 150 tysięcy tureckich funkcjonariuszy państwowych, a około 50 tysięcy aresztowano.